# Have a Nice Day (álbum de Roxette)
Have a Nice Day é o sexto álbum de estúdio da banda Roxette, lançado em 22 de fevereiro de 1999 (o primeiro lançamento de um álbum só de inéditas desde Crash! Boom! Bang! de 1994). Para muitos fãs, foi um álbum impactante devido sua mescla de sonoridades, onde parte do álbum traz um som diferente dos álbuns já lançados anteriormente, com arranjos eletrônicos, techno e house, em outras canções temos belos arranjos orquestrais e o bom e velho som clássico do Roxette.  Não é um álbum inteiramente eletrônico. O próprio Per Gessle disse em entrevista na época sobre este álbum: "ou você ama, ou você odeia".
Em alguns países asiáticos a capa do álbum foi censurada por razões religiosas ao conter dois bebês nus.
As faixas "Wish I Could Fly", "Anyone", "Stars" e "Salvation" foram lançadas como singles. A canção "Crush On You" seria o suposto 4º single a ser lançado oficialmente, mas por razões desconhecidas acabou não ocorrendo., a faixa "Pay the Price" foi lançada promocionalmente no Japão e a faixa "It Will Take A Long Long Time" entrou para a trilha sonora do filme Noiva em Fuga. 
O nome do álbum foi escolhido em um jantar da dupla com alguns amigos em um restaurante. A dupla optou por gravar o álbum num estúdio em Marbella, Espanha, pelo seu clima agradável e paisagem. Uma versão promocional foi lançada em alguns países latinos contendo versões em espanhol das músicas "Wish I Could Fly" (como "Quisera Volar"), "Anyone" ("Alguien") e "Salvation" ("Lo Siento").
No lugar de uma turnê mundial, uma extensa promoção em TVs e rádios passando por países como Brasil, Argentina e Espanha foi feita. Per Gessle chegou a falar em entrevistas que tinha planos de lançar mais um álbum de inéditas e só depois iriam sair em turnê mundial com um repertório incluindo novas canções.
Em setembro de 2009, o álbum foi lançado remasterizado incluindo três faixas bônus no CD físico e mais oito disponíveis apenas na Internet através do iTunes.
Por Lucian Esteves.

## Faixas
1. "Crush on You" (Gessle) - 3:35
2. "Wish I Could Fly" (Gessle) - 4:40
3. "You Can't Put Your Arms Around What's Already Gone" (Gressle) - 3:30
4. "Waiting for the Rain" (Fredriksson) - 3:37
5. "Anyone" (Gessle) - 4:31
6. "It Will Take a Long Long Time" (Gessle) - 4:03
7. "7twenty7" (Gessle) - 3:53
8. "I Was So Lucky" (Gessle) - 4:17
9. "Stars" (Gessle) - 3:56
10. "Salvation" (Gessle) - 4:38
11. "Pay the Price" (Gessle) - 3:48
12. "Cooper" (Gessle) - 4:17
13. "Staring at the Ground" (Gessle) - 2:58
14. "Beautiful Things" (Fredriksson, Gessle) - 3:48

| Faixas bônus na Argentina/Espanha |                                    |         |  |
| N.º                               | Título                             | Duração |  |
| 15.                               | "Quisera Volar [Wish I Could Fly]" |         |  |
| 16.                               | "Alguien [Anyone]"                 |         |  |
| 17.                               | "Lo Siento [Salvation]"            |         |  |

| Faixas bônus na versão 2009 Remastered |                                |         |  |
| N.º                                    | Título                         | Duração |  |
| 15.                                    | "It Hurts"                     |         |  |
| 16.                                    | "Myth [Tits & Ass Demo,07.95]" |         |  |
| 17.                                    | "Makin' Love To You [02.98]"   |         |  |

| Faixas bônus na versão 2009 Remastered apenas no iTunes |                                                         |         |  |
| N.º                                                     | Título                                                  | Duração |  |
| 18.                                                     | "Little Miss Sorrow"                                    |         |  |
| 19.                                                     | "Happy Toghether"                                       |         |  |
| 20.                                                     | "Anyone/I Love How You Love Me [Tits & Ass Demo,07.98]" |         |  |
| 21.                                                     | "New World [Demo,'96]"                                  |         |  |
| 22.                                                     | "Better Off On Her Own [Tits & Ass Demo,'97]"           |         |  |
| 23.                                                     | "Starring At The Ground [Tits & Ass Demo,08.97]"        |         |  |
| 24.                                                     | "7Twenty7 [Tits & Ass Demo,20.11.97]"                   |         |  |
| 25.                                                     | "It Will Take a Long Long Time [Modern Rock Version]"   |         |  |

## Desempenho nas paradas
| Título             | Melhor posição (1999) | Melhor posição (1999) | Melhor posição (1999) | Melhor posição (1999) | Melhor posição (1999) | Melhor posição (1999) | Melhor posição (1999) | Melhor posição (1999) | Melhor posição (1999) |  |
| Título             | Suécia                | Reino Unido           | Finlândia             | Alemanha              | Áustria               | Itália                | Suíça                 | Holanda               | Noruega               |  |
| ------------------ | --------------------- | --------------------- | --------------------- | --------------------- | --------------------- | --------------------- | --------------------- | --------------------- | --------------------- |  |
| Have a Nice Day    | 1                     | 28                    | 8                     | 2                     | 3                     | 14                    | 2                     | 12                    | 6                     |  |
|                    |                       |                       |                       |                       |                       |                       |                       |                       |                       |  |
| "Wish I Could Fly" | 4                     | 11                    | 9                     | 26                    | 11                    | 4                     | 12                    | 35                    | 13                    |  |
| "Anyone"           | 35                    | -                     | -                     | 62                    | -                     | -                     | 30                    | 73                    | -                     |  |
| "Stars"            | 13                    | 56                    | 9                     | 23                    | -                     | -                     | 30                    | 74                    | 11                    |  |
| "Salvation"        | 46                    | -                     | 18                    | 80                    | -                     | -                     | -                     | -                     | -                     |  |
|                    |                       |                       |                       |                       |                       |                       |                       |                       |                       |  |